# 陳政鑰
陳政鑰（1817年—1878年），字魚門，號小樓。浙江甬城（今宁波城区）人，清朝政治人物。

## 简介
嘉慶二十二年丁丑（1817年）出生。道光二十九年（1849年），己酉拔贡，因平定太平天国有功，授直隶州知州。陈鱼门早年曾做衙门师爷，“广交游、琴酒无虚日”，精於打牌。他觉得纸牌打起来不很方便，遂刻牌码於竹片，并汇136张牌於一副，发明了麻将。陈鱼门又将宁波地方方言融作搓麻将的“术语”，著名的“hu”就是原先宁波方言中“和牌”的“和”。光绪四年（1878年）戊寅五月朔日卒，得年六十二。